# Zwischenahner Meer
Het Zwischenahner Meer is een meer in Duitsland, in de deelstaat Nedersaksen, in de Landkreis Ammerland, in de gemeente Bad Zwischenahn.
De oppervlakte van het gemiddeld 3,30 meter diepe meer is circa 5,5 km². Het ligt op circa 5 meter boven zeeniveau.

## Plaatsen aan of dicht bij het meer
Aan de zuidoever van het meer ligt Bad Zwischenahn. Aan de westoever ligt Rostrup. Aan de noordwestoever ligt Dreibergen. Dicht bij de noordoever liggen Elmendorf en Heelle. Aan de oostoever ligt Kayhausen. Al deze dorpen zijn Ortsteile van Bad Zwischenahn. De grootste stad in de omgeving is Oldenburg circa 20 km ten oosten van het meer.

## Geologie
De geologie van het meer is bijzonder. In het late Perm, circa 273 tot 252 miljoen jaar geleden, ontstonden de Zechstein-gesteenteafzettingen. In Nederland en Noord-Duitsland lag hier de ondiepe binnenzee Zechsteinzee. Het klimaat was droog en het zout in die zee bleef achter nadat het water verdampte. Deze zoutafzettingen (evaporieten), die 300 meter of dieper onder het huidige aardoppervlak liggen, raakten bedekt met kleilagen. Zout is oplosbaar in water; waar in de loop der tijden water bij de zoutlaag kon komen, loste deze op en er ontstonden, door instorting van de bovenliggende aardlagen, dolines en zinkgaten. Het Zwischenahner Meer is uit zo'n zinkgat ontstaan. Men verwacht dan, dat het meer steile oevers heeft en zeer diep is. In de periode na de laatste ijstijd, circa 12.000 jaar geleden, begon het inderdaad zeer diepe meer vol te geraken men een zgn. sapropeellaag van verrotte plantenresten, die uiteindelijk 4, op één plaats zelfs ruim 6 meter dik werd. Het meer hierboven is op één plaats nog steeds 6 meter diep. Op enige plaatsen langs de oever is deze inderdaa d steil; andere steile oevers zijn door de sapropeellaag als het ware gecamoufleerd.
Een meer dat een, op die van het Zwischenahner Meer, gelijkende geologische geschiedenis heeft is de Arendsee in Saksen-Anhalt.

## Natuur en landschap
Het meer is omringd door een rietgordel van enkele meters breed. In de 18e eeuw was deze tot 200 m breed, maar recreatie (de golfslag van motorboten) en milieuvervuiling hebben het meeste riet doen verdwijnen. Veel ook in Nederland bekende zoetwatervissen, zoals paling en meerval, worden er gevangen. Er is door hengelclubs, waarvan de leden hun hobby nagenoeg onbeperkt kunnen uitoefenen, ook veel vis uitgezet. Dat er ooit in het meer een meer dan 3½ meter lange meerval (ter herinnering waaraan een bronzen sculptuur is gemaakt) zou zijn gevangen is als "visserslatijn" te beschouwen. Paling werd op het meer tot ca. 1900 door beroepsvissers gevangen, maar is tamelijk zeldzaam geworden.
Ter voorkoming van verdere watervervuiling door instroom van rioolwater bevindt zich rondom het meer een systeem van afvalwaterleidingen en -kanalen.
De flora en fauna wijken verder niet bijzonder af van die aan soortgelijke meren in de noordelijke provincies van Nederland.
Het omringende landschap is grotendeels niet meer natuurlijk, doordat aan de oevers dorpen en vakantiehuisjesparken (soms wel met fraaie tuinen en plantsoenen) zijn ontstaan. Op enkele plekken zijn ter conservering van het oorspronkelijke landschap kleine natuurreservaten ingericht. Dicht bij de noordoever liggen enkele kleine bossen.
Het meer wordt gevoed door een aantal (onbevaarbare) beken en riviertjes, die het omringende hoogveengebied doorkruisen en ontwateren. De meeste stromen aan de noordkant in, en aan de zuidkant uit het meer. Het belangrijkste van deze riviertjes draagt de naam Aue en stroomt vanuit het meer aan de westrand van Bad Zwischenahn zuidwaarts.

## Bereikbaarheid
Ten noord(oost)en van het meer loopt de Autobahn A 28 van Leer naar Oldenburg. Van afrit 8 van deze Autobahn bereikt men na ruim 2 km de noordoostoever van het meer. Zie verder onder Bad Zwischenahn, dat ook per trein vanuit Leer en Oldenburg bereikbaar is. Het spoorwegstation van die plaats staat minder dan één km van de zuidoever van het meer.

## Toerisme en watersport
Bad Zwischenahn is een kuuroord. In het kader hiervan bevindt zich, in een aan parken en tuinen rijke wijk van deze plaats aan de zuidoever van het meer, een revalidatiekliniek (Reha-Zentrum), waar men, naar gesteld wordt, van vele ziektes en kwalen kan genezen.
Vanwege de aantasting van de oevervegetatie is het gebruik van het meer door motorboten strikt beperkt. In principe mogen toeristen er niet met race- en andere motorboten varen, tenzij ze een elektromotor als enige energiebron hebben. In de winter en het vroege voorjaar is het meer gesloten voor de recreatie, ter bescherming van beschermde vogelsoorten, die dan broeden.
Zeilen en windsurfen zijn de voornaamste op het Zwischenahner Meer bedreven watersporten. Gevorderde windsurfers beschouwen de grillige winden en stromingen op het meer als een uitdaging. In het meer wordt nagenoeg nergens gezwommen. Er zijn enige zeil- en windsurfscholen, vooral gericht op jongeren. De meeste toeristische en sportieve faciliteiten bevinden zich in Bad Zwischenahn, Rostrup en Dreibergen.
Evenals aan de Dümmer en het Steinhuder Meer is het een traditie geworden, om bij het diner in een restaurant bij het Zwischenahner Meer een gerecht met gerookte paling te nuttigen.

## Sagen en legenden
Over het meer, en het bos bij Edewecht met de naam Wildenloh, worden talrijke legenden en volksverhalen verteld, zie o.a. de Duitse Wikipedia-pagina over Edewecht. Een veel verteld verhaal bericht dat de duivel, vertoornd over de bouw van een kerk in (toen nog het dorp) Oldenburg, een grote schep land weggehaald zou hebben om daar de kerk mee te bedelven. De duivelse plannen mislukten en Satan moest de hopen grond buiten Oldenburg laten vallen en die plek werd het Wildenloh. De plaats, waar de duivel de grond had weggegraven, liep vol water en werd het Zwischenahner Meer: (Düwelswark, duivelswerk).

## Afbeeldingen

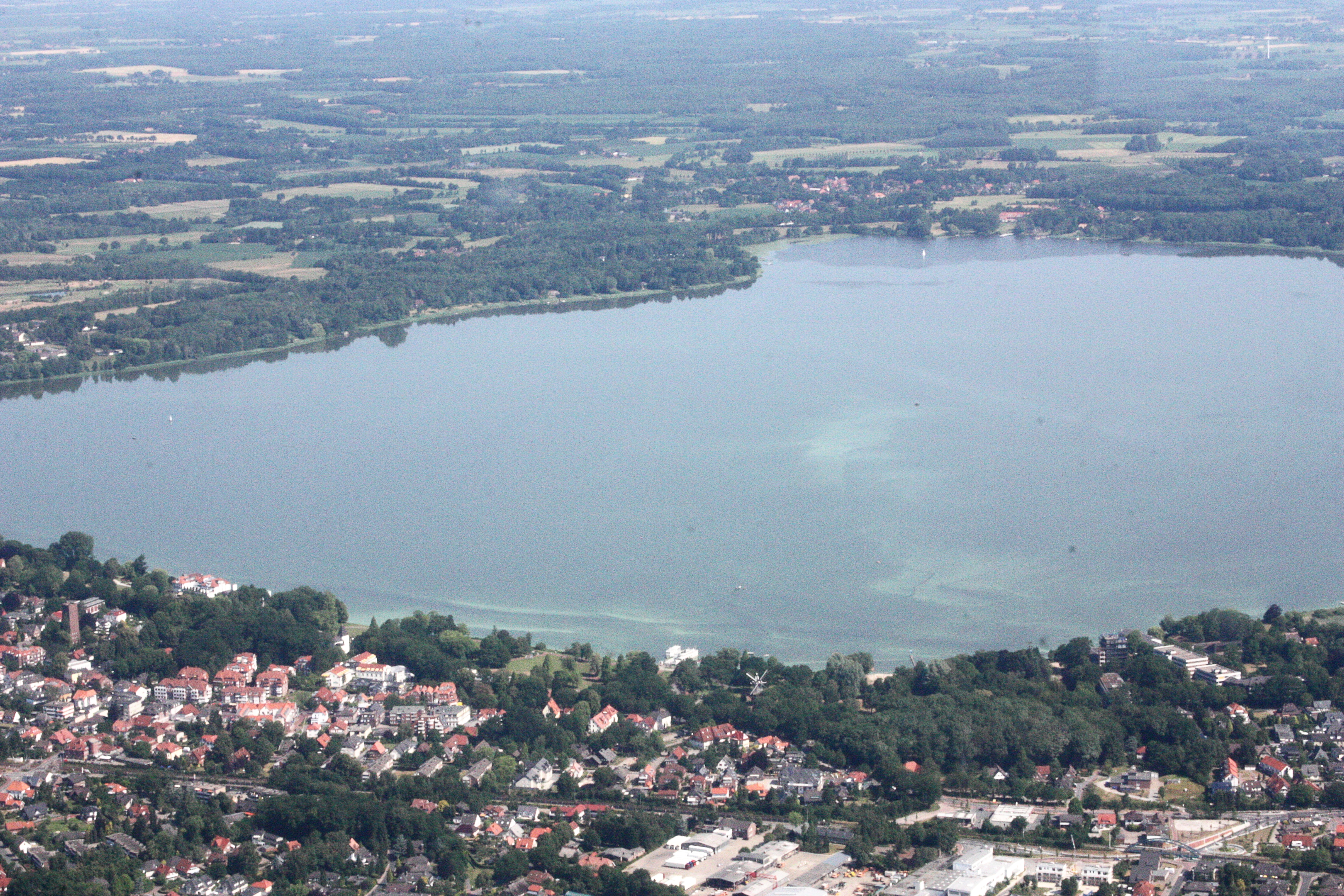
Luchtfoto van het meer (anno 2002)
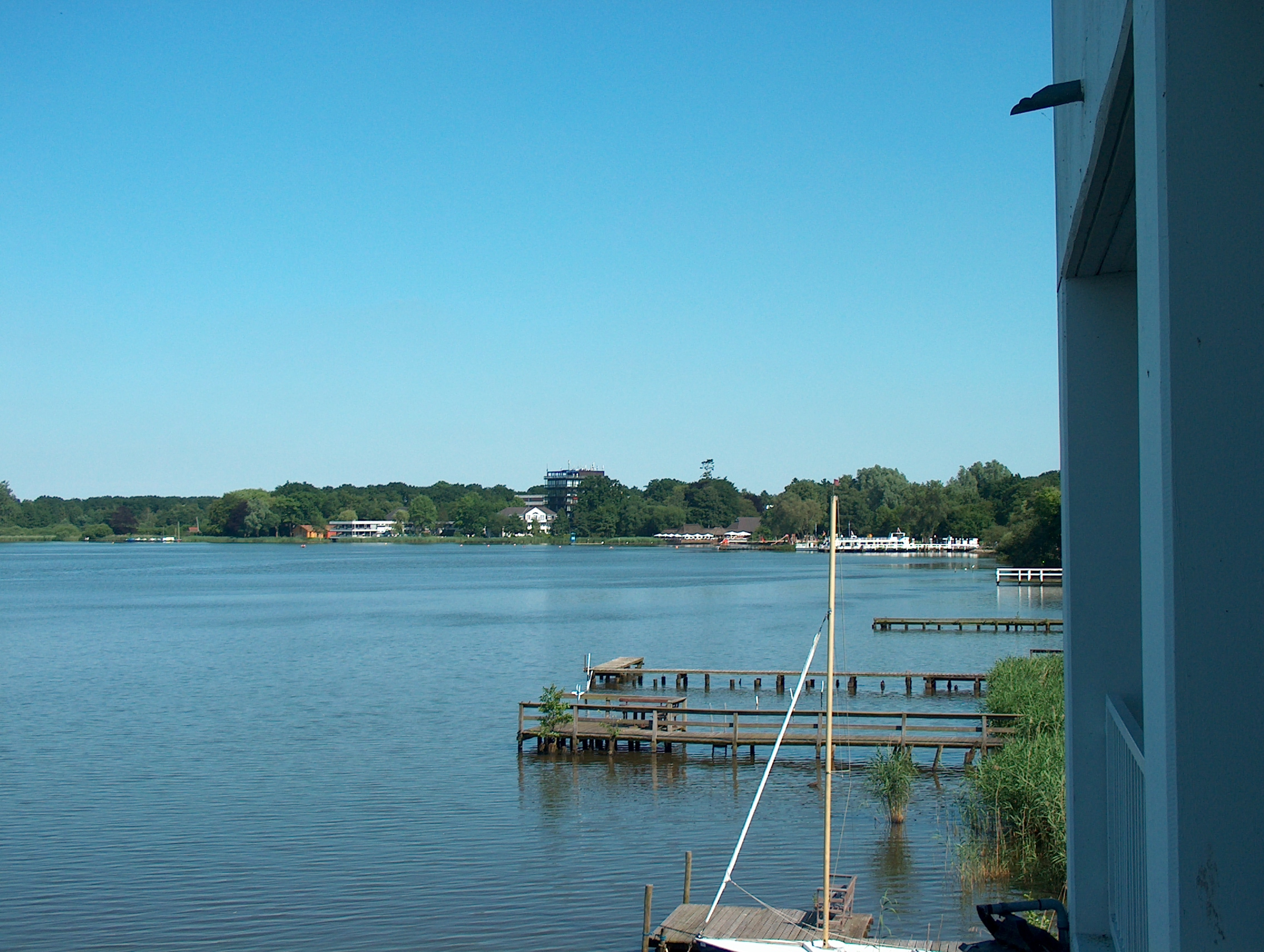
Zomergezicht
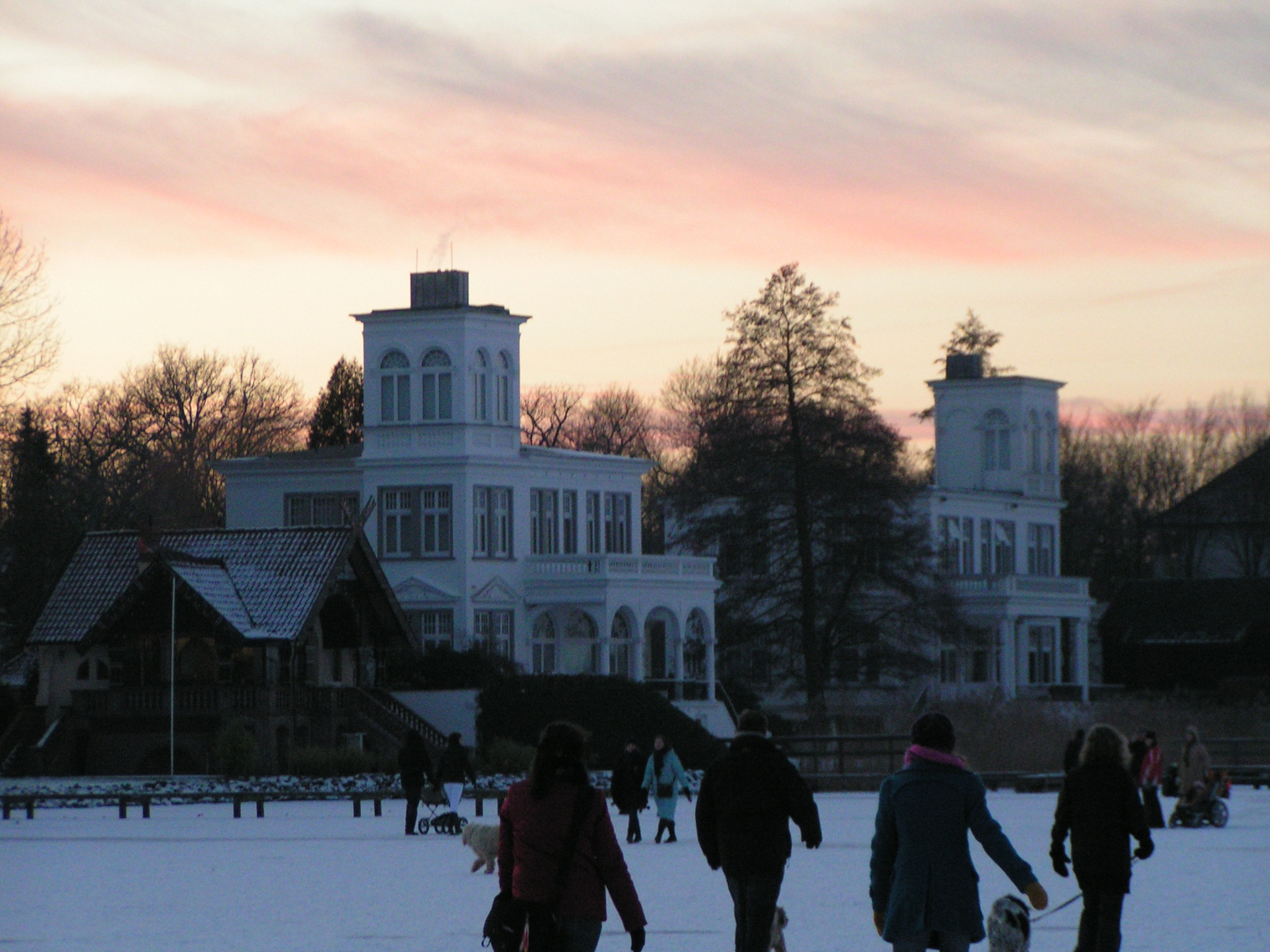
Wintergezicht
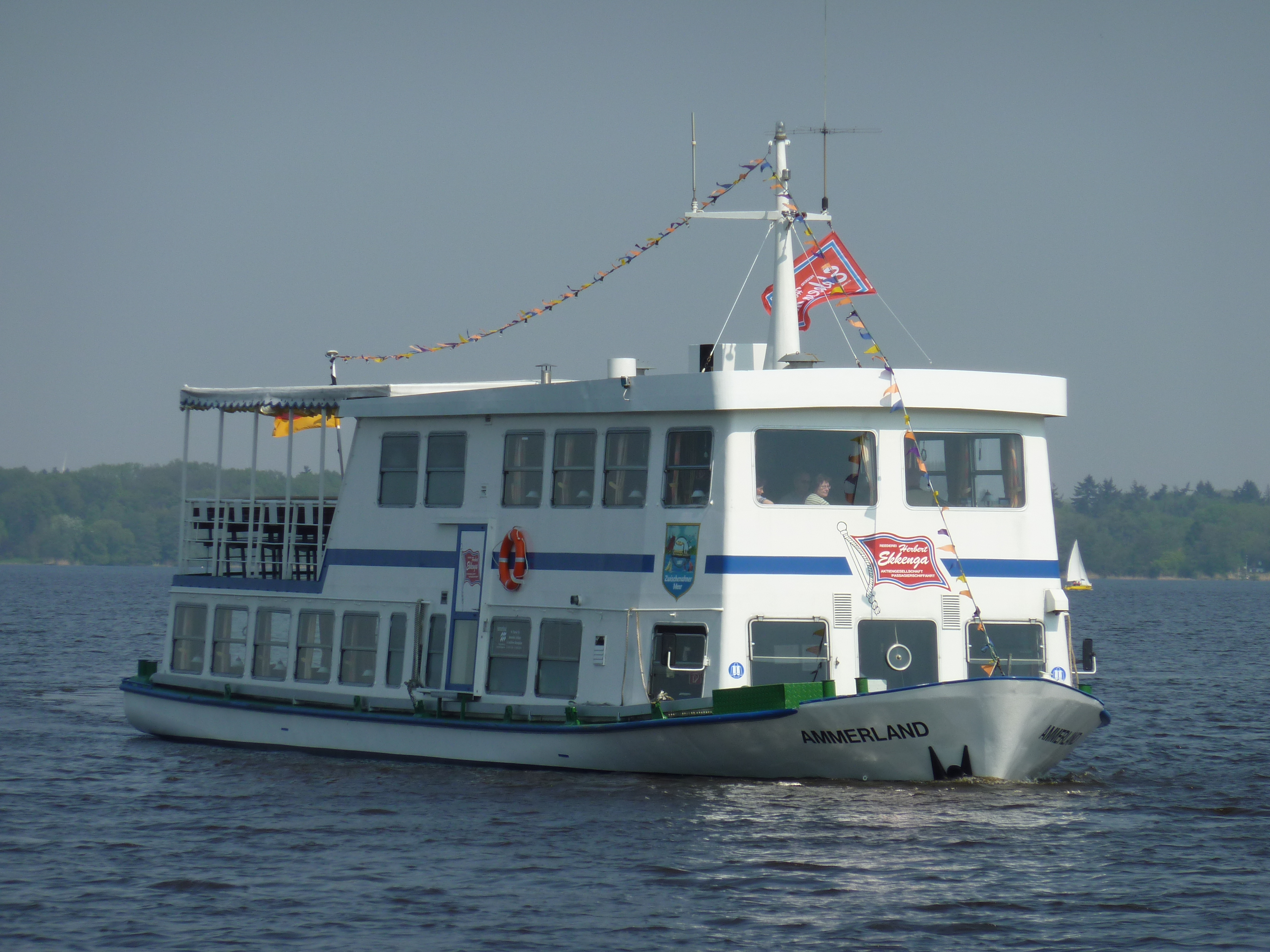
Rondvaartboot MS Ammerland
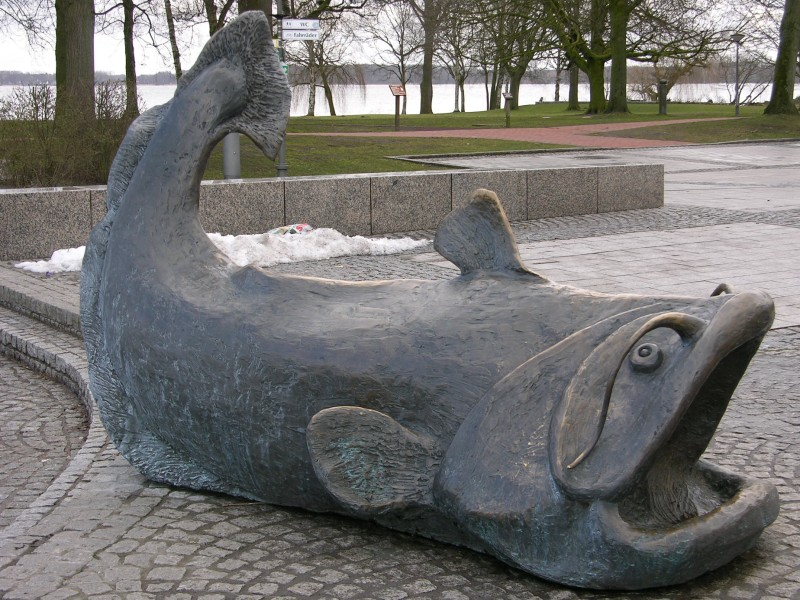
Sculptuur van de reuzenmeerval